# دكروة دمنغشانية
دكروة دمنغشانية (الاسم العلمي:Dichroa daimingshanensis) هي نوع من النباتات تتبع جنس الدكروة من الفصيلة الهدرانجية.